# Bosoermot
De bosoermot (Micropterix tunbergella) is een vlinder uit de familie  van de oermotten (Micropterigidae). De wetenschappelijke naam van de soort is voor het eerst geldig gepubliceerd door Johann Christian Fabricius in 1787.

## Kenmerken
De soort heeft een spanwijdte van 9 tot 11 millimeter.

## Leefwijze
De soort overwintert als rups. De volwassen vlinder voedt zich met pollen van onder meer eik, esdoorn en meidoorn.

## Verspreiding en leefgebied
De soort komt voor in vrijwel geheel Europa. In Nederland en België is de soort zeldzaam.